# Amstelveen

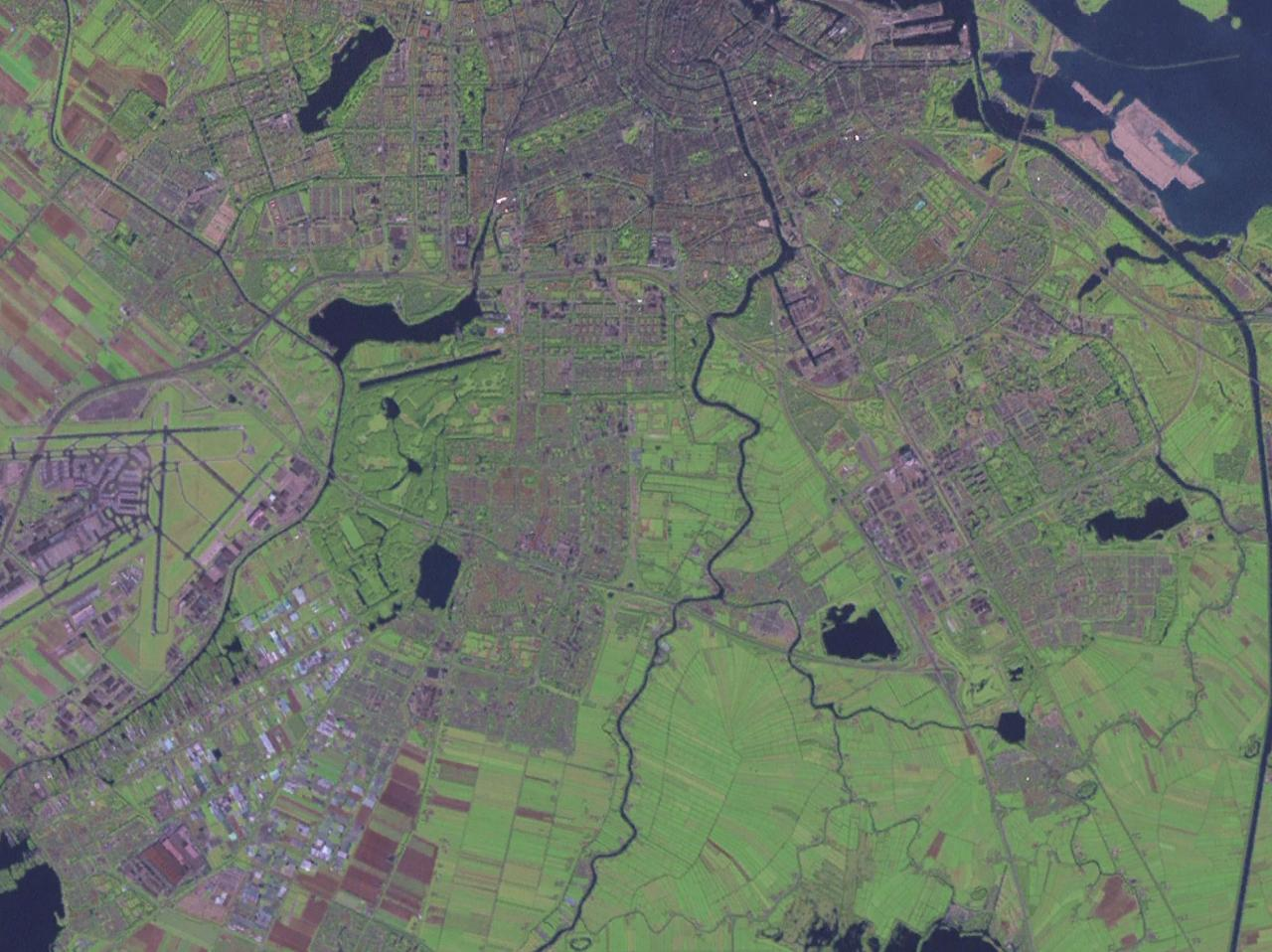
Hình ảnh vệ tinh của Amstelveen

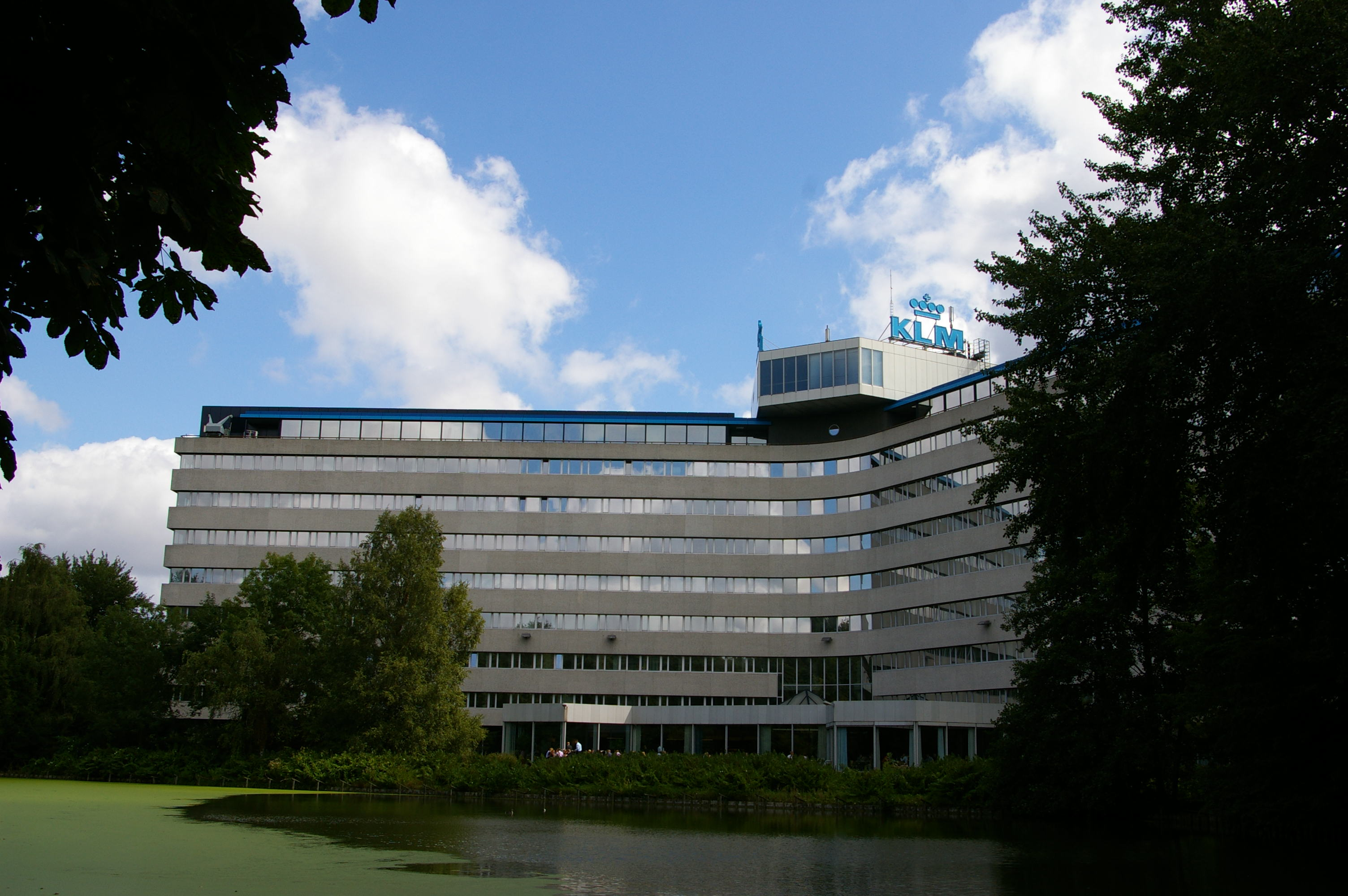
Trụ sở KLM.

Amstelveen là một đô thị của Hà Lan, thuộc tỉnh Bắc Hà Lan. Đây là một phần của vùng đô thị Amsterdam. Đô thị Amstelveen gồm các làng sau: Amstelveen, Bovenkerk, Westwijk, Nes aan de Amstel, Ouderkerk aan de Amstel (một phần). Tên gọi Amstelveen có gốc từ 'Veen Amstel', một con sông địa phương, và veen, có nghĩa là than bùn hay bãi hoang.
KLM có trụ sở chính tại Amstelveen.
Đây cũng là nơi sinh của DJ Martin Garrix